# Байміров Тухтамиш
Тухтамиш Байміров (1935, тепер Узбекистан — ?) — радянський узбецький діяч, перший секретар Джизацького обкому КП Узбекистану. Депутат Верховної ради СРСР 10-го скликання.

## Життєпис
У 1957 році закінчив Ташкентський інститут інженерів залізничного транспорту.
У 1957—1968 роках — технік-десятник будівельного управління, старший інженер, начальник дільниці, головний інженер, начальник дорожньо-будівельного управління в Узбецькій РСР.
Член КПРС з 1961 року.
У 1968—1970 роках — керуючий будівельного тресту в Узбецькій РСР.
У 1970—1977 роках — начальник територіального управління «Голодностепбуд» Узбецької РСР.
У 1977—1978 роках — завідувач відділу транспорту та зв'язку ЦК КП Узбекистану. 
У 1978 — 18 лютого 1983 року — 1-й секретар Джизацького обласного комітету КП Узбекистану.
З 16 лютого 1983 року — голова Державного комітету Узбецької РСР із водногосподарського будівництва. 
Подальша доля невідома.

## Нагороди
- орден Леніна
- орден Жовтневої Революції (1980)
- орден Трудового Червоного Прапора (27.08.1971)
- Ленінська премія (1972) — за розробку та впровадження прогресивних методів зрошення та первинного комплексного освоєння цілинних земель Голодного степу
- медалі